# Saint-Martin-sur-Armançon
Saint-Martin-sur-Armançon es una localidad y comuna francesa situada en la región de Borgoña, departamento de Yonne, en el distrito de Avallon y cantón de Cruzy-le-Châtel.

## Demografía
| 391 | 377 | 391 | 366 | 337 | 312 | 311 | 307 | 328 | 339 | 340 | 315 | 303 | 288 | 306 | 290 | 263 | 258 | 235 | 233 | 189 | 193 | 203 | 178 | 185 | 177 | 161 | 146 | 163 | 162 | 169 | 166 | 151 |
| Para los censos de 1962 a 1999 la población legal corresponde a la población sin duplicidades (Fuente: INSEE [Consultar]) |     |     |     |     |     |     |     |     |     |     |     |     |     |     |     |     |     |     |     |     |     |     |     |     |     |     |     |     |     |     |     |     |